# Mycena aetites
Mycena aetites é uma espécie de cogumelo da família Mycenaceae. Descrita pela primeira vez como Agaricus aetites pelo micologista sueco Elias Magnus Fries em 1838, foi atribuído o seu nome atual em 1872 por Lucien Quélet. Este cogumelo raro é encontrado na Europa.